# Вістник Союза визволення України
«Вістник Союза визволення України» (з 1918 року — «Вісник політики, літератури й життя») — український часопис, друкований орган Союзу визволення України (СВУ). Виходив з 5 жовтня 1914 до 13 листопада 1918 року у Відні. Початково видавався що два тижні, з 1915 року — щотижня. Було опубліковано 226 чисел, тираж — 5 тис. примірників. Редагували: Володимир Дорошенко, Михайло Возняк, Андрій Жук. Друкував матеріали про діяльність СВУ, статті відомих громадсько-політичних діячів з проблем українського національного руху, політики Росії та країн Західної Європи щодо України, зокрема у роки Першої світової війни.

## Історія
Видання «Вістника...» почалося після початку Першої світової війни та захоплення у вересні 1914 року російськими військами Львова, який був осередком Союзу визволення України. Перше число часопису вийшло у Відні 5 жовтня 1914 року. У ньому було вміщено програмні документи Союзу визволення України: «Наша платформа», «До громадської думки Європи», «До українського народу Росії», «Відозви СВУ». СВУ у своєму часописі послідовно виступала за звільнення українських земель від Росії та створення незалежної України, задля чого покладалася у своїй боротьбі на силу Центральних держав.
Початково «Вістник...» видавався кожні два тижні. Друкувалися політичні відозви та звернення, просвітницькі статті, художні твори. Автори дописів здебільшого підписувалися псевдонімами чи криптонімами. Найактивнішими дописувачами «Вісника…» були Ольгерд-Іполит Бочковський, Лев Ганкевич, Микола Ганкевич, Іван Крип'якевич, Євген Левицький, Богдан Лепкий, Маркіян Меленевський, Осип Назарук, Василь Пачовський, Василь Сімович, Володимир Темницький, Микола Троцький, Лонгин Цегельський та інші. З 1915 року часопис виходив щотижня. У 1918 році видавався як «Вісник політики, літератури й життя». Останній номер вийшов 13 листопада 1918 року.